# Nicolas Jackson
Nicolas Jackson (Banjul, 20 de junho de 2001) é um futebolista senegalês que atua como atacante. Atualmente joga pelo Chelsea e pela Seleção Senegalesa.

## Carreira

### Início de Carreira
Jackson foi criado em Ziguinchor, no Senegal. Jogou no clube local ASC Tilene antes de se juntar ao Casa Sports, onde, na temporada 2018–19, integrou a equipa principal. A 16 de novembro de 2018, foi eleito Home do Jogo num empate por 1–1 frente ao AS Pikine.

### Villarreal
Em setembro de 2019, Jackson assinou pelo clube espanhol Villarreal, da La Liga, onde, inicialmente, jogou no escalão Juvenil A.

#### Empréstimo ao Mirandés
A 5 de outubro de 2020, Jackson foi emprestado ao Mirandés, da Segunda División, até ao fim da temporada 2020–21. A 18 de outubro, fez a sua estreia profissional pelo clube, substituindo Antonio Caballero na 2ª parte de um empate em casa por 0–0 frente ao Mallorca.
A 28 de novembro de 2020, Jackson marcou o seu primeiro golo profissional, num empate em casa por 1–1 frente ao Castellón. Foi o seu único golo da temporada, com o Mirandés a terminar na 10ª posição no campeonato.

#### Regresso ao Villarreal
Após regressar de empréstimo, Jackson foi integrado na equipa B do Villarreal, que competia na Primera División RFEF (3ª divisão espanhola). Em 2021–22, marcou 7 golos pelos Bs, ajudando a equipa a garantir a subida à Segunda División.
A 3 de outubro de 2021, Jackson fez a sua estreia pela equipa principal do Villarreal - e estreia na La Liga - ao substituir Arnaut Danjuma nos minutos finais de uma vitória caseira por 2–0 sobre o Real Betis.
A 13 de agosto de 2022, Jackson marcou o seu primeiro golo na La Liga, ao inaugurar o marcador numa vitória por 3–0 no terreno do Real Valladolid. A 26 de agosto, Nicolas foi oficialmente promovido ao plantel principal do Villarreal, juntamente com Álex Baena.
Em janeiro de 2023, o Villarreal aceitou uma proposta de 22,5 mihões de libras do Bournemouth por Jackson, mas o avançado falhou o exame médico devido a um problema no tendão da coxa.
Após regressar aos relvados em março, Jackson marcou 9 golos nos meses de abril e maio, incluindo bis em jogos contra Celta de Vigo, Athletic Club e Cádiz.

### Chelsea
A 30 de junho de 2023, Jackson assinou um contrato de 8 anos, até 2031, pelo Chelsea, da Premier League; com o clube londrino a pagar cerca de 37 milhões de euros ao Villarreal pelo avançado.
Nicolas começou sua passagem pelos Blues na primeira rodada da Premier League de 2023–24 em um empate por 1–1 diante o Liverpool. Dois jogos depois, diante o Luton Town, marcou seu primeiro gol na competição fechando a vitória por 3–0 no Stamford Bridge. Eventualmente, teve mais momentos positivos, intercalando com momentos de menor brilho, como quando fizera um hat-trick contra o Tottenham Hotspur na 11ª rodada em uma goleada por 4–1. No segundo turno, mostrou singular qualidade ao marcar consecutivamente contra o Spurs, West Ham, em um doblete, e Nottingham Forest.
Jackson concluiu a época com 14 gols em 35 rodadas de Premier League. Porém, não obteve sucesso em nenhuma competição inglesa, já que a equipe obteve apenas a 6ª colocação; foi eliminada na semifinal da Copa da Inglaterra – competição onde marcou dois gols – e padeceu na decisão da Copa da Liga Inglesa diante o Liverpool – nesta Copa, marcou apenas um gol diante o Brighton –.

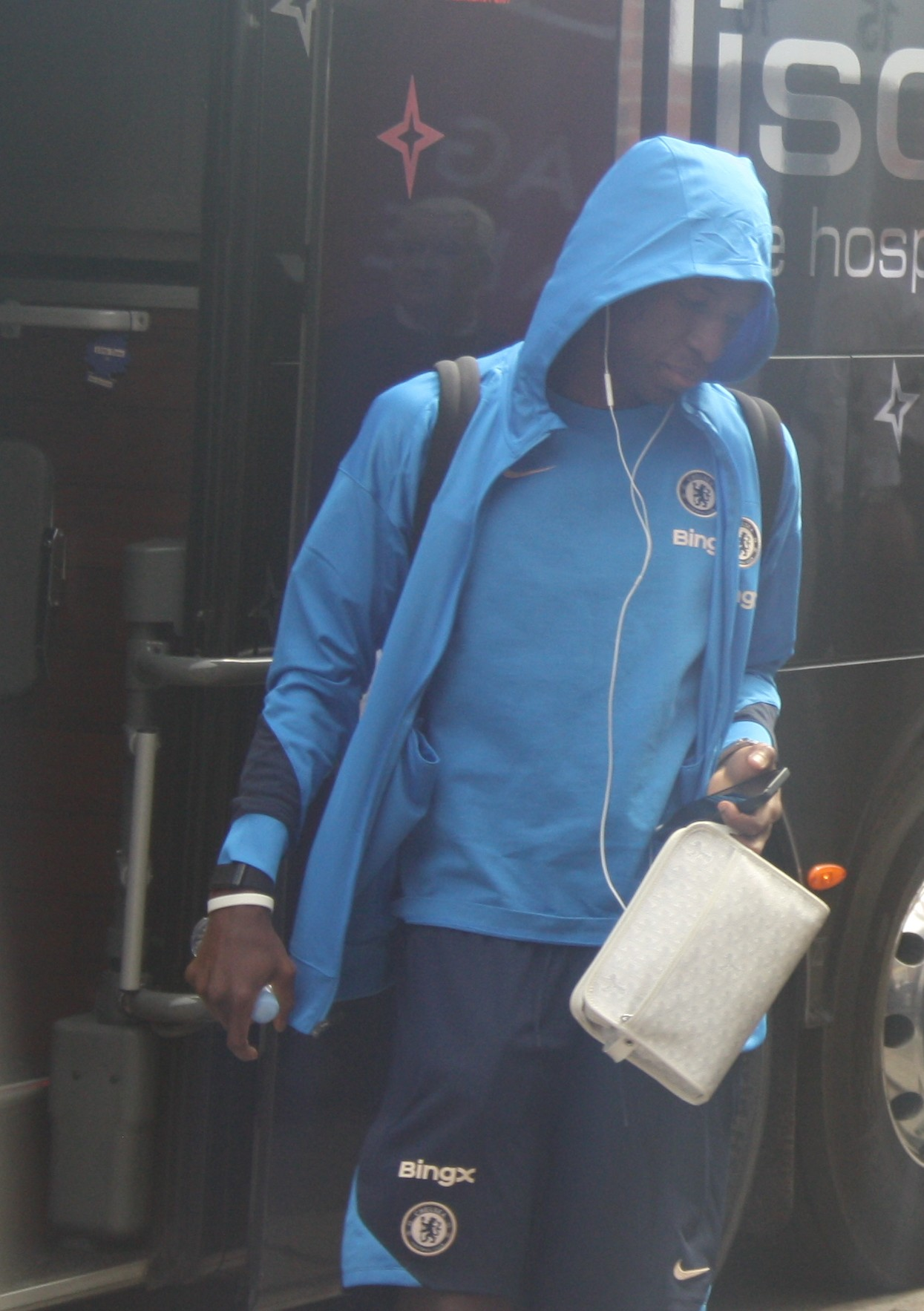
Nicolas chegando em um estádio para um jogo da Premier League de 2024–25.

Na sua segunda época, conseguiu alcançar títulos coletivos. Pela Premier League de 2024–25, tivera momentos de menor brilho. Em 30 rodadas, lidou com lesões na coxa, um cartão vermelho e momentos de menor frequência artilheira, mas conseguiu chegar a marca de 10 tentos – nove deles ocorridos durante as primeiras 16 partidas de Liga.
Alcançando a 4ª posição na Liga e tendo eliminações precoces em Copas – onde sequer entrou em campo – Nicolas viu o seu primeiro troféu ser alcançado na Liga Conferência da UEFA. Após não ser inscrito para competição por decisão da diretoria – que também não pôs entre os relacionados outros nomes de destaque do elenco azul –, o senegalês estreou apenas no jogo de volta das Quartas de Final e marcou seus primeiros dois gols no jogo seguinte diante o Djurgårdens Idrottsförening em uma vitória por 4–1. Na final, viu a equipe repetir o placar contra o Real Betis, sendo ele o responsável por marcar o gol da virada aos 70 minutos, e comemorou o título continental com os companheiros.
Jackson ainda esteve em campo no Mundial de Clubes FIFA de 2025, onde deu apenas uma assistência em sua estreia diante o Los Angeles FC. Na segunda rodada, em derrota diante o Flamengo, foi muito criticado ao entrar em campo no segundo tempo e ser expulso com apenas quatro minutos de jogo. Sua última partida na competição foi na semifinal diante o Fluminense, onde foi suplente e entrou por apenas 30 minutos na vitória por 2–0 diante os brasileiros. Contra o PSG na final, viu do banco de reservas os ingleses derrotarem o atual campeão da Liga dos Campeões da UEFA e vencerem o primeiro Mundial de Clubes com 32 equipes.
Foi nessa competição que o centroavante viu João Pedro assumir a titularidade no ataque londrino. Com o imediato impacto do brasileiro na posição, Nicolas passou a ter sua titularidade e permanência no Chelsea como uma incógnita. Assim, chegou a ser sondado por outros times da Inglaterra para obter mais tempo de jogo.

## Carreira Internacional
Nascido na Gâmbia, Jackson foi criado no Senegal, pelo que tem dupla nacionalidade. Nicolas representou o Senegal a nível Sub-20, tendo sido convocado pela primeira vez em novembro de 2018.
Em setembro de 2022, Jackson foi convocado pela Seleção principal do Senegal para amigáveis frente a Bolívia e Irão, mas foi suplente não utilizado em ambas as partidas.
A 11 de novembro de 2022, Nicolas foi um dos 26 convocados pelo selecionador Aliou Cissé para o Mundial 2022. Fez a sua estreia internacional no primeiro jogo do Senegal na competição, substituindo Krépin Diatta aos 74 minutos de uma derrota por 2–0 frente aos Países Baixos.

## Estatísticas de Carreira

### Clube
- Atualizado até 30 de agosto de 2023.

| Clube             | Temporada         | Campeonato            | Campeonato | Campeonato | Taça Nacional | Taça Nacional | Taça da Liga | Taça da Liga | Competições Continentais | Competições Continentais | Outros | Outros | Total | Total |
| Clube             | Temporada         | Liga                  | Jogos      | Golos      | Jogos         | Golos         | Jogos        | Golos        | Jogos                    | Golos                    | Jogos  | Golos  | Jogos | Golos |
| ----------------- | ----------------- | --------------------- | ---------- | ---------- | ------------- | ------------- | ------------ | ------------ | ------------------------ | ------------------------ | ------ | ------ | ----- | ----- |
| Mirandés          | 2020–21           | Segunda División      | 16         | 1          | 1             | 0             | —            | —            | —                        | —                        | —      | —      | 17    | 1     |
| Villarreal B      | 2021–22           | Primera División RFEF | 25         | 5          | —             | —             | —            | —            | —                        | —                        | 2      | 2      | 27    | 7     |
| Villarreal        | 2021–22           | La Liga               | 9          | 0          | 1             | 0             | —            | —            | 0                        | 0                        | —      | —      | 10    | 0     |
| Villarreal        | 2022–23           | La Liga               | 26         | 12         | 2             | 0             | —            | —            | 10                       | 1                        | —      | —      | 38    | 13    |
| Villarreal        | Total             | Total                 | 35         | 12         | 3             | 0             | —            | —            | 10                       | 1                        | —      | —      | 48    | 13    |
| Chelsea           | 2023–24           | Premier League        | 3          | 1          | 0             | 0             | 1            | 0            | —                        | —                        | —      | —      | 4     | 1     |
| Total de Carreira | Total de Carreira | Total de Carreira     | 79         | 19         | 4             | 0             | 1            | 0            | 10                       | 1                        | 2      | 2      | 96    | 22    |

1. ↑  Inclui Copa del Rey e FA Cup
2. ↑  Inclui Taça da Liga Inglesa
3. ↑  Jogos nos play-offs de promoção da Primera Federación
4. ↑  Jogos na Liga Conferência

### Internacional
- Atualizado até 12 de setembro de 2023[46]

| Seleção | Ano   | Jogos | Golos |
| ------- | ----- | ----- | ----- |
| Senegal | 2022  | 1     | 0     |
| Senegal | 2023  | 3     | 0     |
| Total   | Total | 4     | 0     |

## Títulos
Chelsea
- Liga Conferência da UEFA: 2024–25[47]
- Mundial de Clubes FIFA: 2025[48]

Individual
- Jogador do Mês da La Liga: maio de 2023[49]